# 加布里埃拉·桂馬萊絲
加布里埃拉·桂馬萊絲（葡萄牙語：Gabriela Guimarães，1994年5月19日—），暱稱加比（Gabi），是一名巴西女子排球運動員，場上位置為主攻手。現效力於意甲球隊科內利亞諾女排俱樂部。
加布里埃拉是巴西國家女子排球隊一員，代表巴西在2014年世界女子排球錦標賽奪得銅牌，並參加2020東京奧運，並於女子排球賽事獲得銀牌。

## 職業生涯
Gabi作為巴西國家女子排球隊一員出賽，並於2014年世錦賽獲得銅牌，當時她的球隊在銅牌賽中以比分3-2擊敗義大利。
在2015年世界女排俱樂部錦標賽比賽期間, Gabi作為巴西的一個排球俱樂部Rexona Ades Rio的隊員出賽，她們在銅牌賽中輸給了瑞士的Voléro Zürichlost俱樂部。在Gabi的幫助下，巴西隊贏得了2015年南美洲排球錦標賽的金牌，而她自己則獲得最有價值球員(MVP)和最佳主攻手的榮譽。

## 獎項

### 俱樂部
- 世界女排俱樂部錦標賽
  - 2013年世界女排俱樂部錦標賽 –  亞軍，與Rexona-Ades
  - 2017年世界女排俱樂部錦標賽 –  亞軍，與Rexona-SESC
  - 2018年世界女排俱樂部錦標賽 –  亞軍，與米拿斯女排俱樂部（英语：Minas Tênis Clube (women's volleyball)）
  - 2019年世界女排俱樂部錦標賽 –  季軍，與瓦基弗銀行女排俱樂部
  - 2021年世界女排俱樂部錦標賽 –  冠軍，與瓦基弗銀行女排俱樂部
  - 2022年世界女排俱樂部錦標賽 –  亞軍，與瓦基弗銀行女排俱樂部
  - 2023年世界女排俱樂部錦標賽 –  亞軍，與瓦基弗銀行女排俱樂部
- 歐洲女排冠軍聯賽
  - 2021年歐洲女排冠軍聯賽 –  亞軍，與瓦基弗銀行女排俱樂部
  - 2022年歐洲女排冠軍聯賽 –  冠軍，與瓦基弗銀行女排俱樂部
  - 2023年歐洲女排冠軍聯賽 –  冠軍，與瓦基弗銀行女排俱樂部

#### 國內聯賽
- 2012–13 巴西女子排球超級聯賽 –  冠軍，與Unilever Vôlei
- 2013–14 巴西女子排球超級聯賽 –  冠軍，與Rexona-Ades
- 2014–15 巴西女子排球超級聯賽 –  冠軍，與Rexona-Ades
- 2015–16 巴西女子排球超級聯賽 –  冠軍，與Rexona-Ades
- 2016–17 巴西女子排球超級聯賽 –  冠軍，與Rexona-SESC
- 2017–18 巴西女子排球超級聯賽 –  亞軍，與SESC Rio
- 2018–19 巴西女子排球超級聯賽 –  冠軍，與米拿斯女排俱樂部
- 2013年南美洲排球俱樂部錦標賽 –  冠軍，與Unilever Vôlei
- 2015年南美洲排球俱樂部錦標賽 –  冠軍，與Rexona-Ades
- 2016年南美洲排球俱樂部錦標賽 –  冠軍，與Rexona-Ades
- 2017年南美洲排球俱樂部錦標賽 –  冠軍，與Rexona-SESC
- 2018年南美洲排球俱樂部錦標賽 –  亞軍，與SESC Rio
- 2019年南美洲排球俱樂部錦標賽 –  冠軍，與米拿斯女排俱樂部
- 2020年土耳其女子排球超級盃 -  亞軍，與瓦基弗銀行女排俱樂部
- 2021年土耳其女子排球超級盃 -  冠軍，與瓦基弗銀行女排俱樂部
- 2020–21 土耳其女子排球聯賽 -  冠軍，與瓦基弗銀行女排俱樂部

### 國家隊
- 2013年：世界女排大獎賽 -  冠軍
- 2014年：世界女排大獎賽 -  冠軍
- 2014年：世界女子排球錦標賽 -  季軍
- 2015年：世界女排大獎賽 -  季軍
- 2016年：世界女排大獎賽 -  冠軍
- 2017年：世界大冠軍盃排球賽 -  亞軍
- 2019年：女子排球國家聯賽 -  亞軍
- 2021年：女子排球國家聯賽 -  亞軍
- 2021年：奧林匹克運動會女子排球比賽 -  亞軍
- 2022年：女子排球國家聯賽 -  亞軍
- 2022年：世界女子排球錦標賽 -  亞軍
- 2024年：奧林匹克運動會女子排球比賽 -  季軍